# SIK (fagforbund)
 Sulinermik Inuussutissarsiuteqartut Kattuffiat (SIK) (dansk: Grønlands Arbejdersammenslutning) er det største grønlandske fagforbund og organiserer ufaglærte og kortuddannede arbejdere. SIK fungerer som den ene af to grønlandske hovedorganisationer på lønmodtagersiden, idet SIK har indgået hovedaftale med arbejdsgiverne og er forhandlingspart ved kollektive overenskomster. Den anden hovedorganisation i Grønland er Akademikernes Sammenslutning i Grønland (ASG), Grønlands pendant til Akademikerne i Danmark.

## Historie
Forbundet er stiftet ved en kongres 2. juli 1956 som Grønlands Arbejdersammenslutning (GAS) af 13 lokale arbejderforeninger og den grønlandske sømandsfagforening. Den største forening var Godthåbs Arbejderforening. Kontorist Lars Svendsen blev GAS første formand og den første kollektive overenskomst for Grønland blev underskrevet på kongressen. Den var udarbejdet af De Samvirkende Fagforbunds (DsF) sekretær Carl P. Jensen. DsF hjalp med finansiering, uddannelse og rådgivning, og GAS kopierede på mange måder den danske fagbevægelse. Efterhånden aftog den danske indflydelse dog.

### Navneskift og forsøg med arbejderparti
Oprindeligt blev organisationen på grønlandsk kaldt ”Kalaallit Nunaanni Sulisartut Kattuffiat”. Forud for indførelsen af hjemmestyret besluttede GAS i 1978 at ændre navn til Sulinermik Inuussutissarsiuteqartut Kattuffiat (SIK). 
Året efter stiftede en kreds omkring SIKs formand Odaq Olsen arbejderpartiet Sulisartut Partiiat, men partiet slog ikke igennem og blev nedlagt i 1982. SIK er formelt uafhængigt af politiske partier, men har reelt nære forbindelser til det socialdemokratiske Siumut.

## Organisationens struktur og virke
SIK har en hovedbestyrelse som, i henhold til SIK’s vedtægter, vælges hvert 4. år af de delegerede til kongressen. De delegerede til kongressen er udpeget af foreningernes bestyrelser, som kommer til kongressen med stemme- og taleret. Disse foreninger er fagforbundets lokalafdelinger, som har deres egne bestyrelser.
SIK har overenskomster for både faglærte og ikke-faglærte om løn og aftaler om arbejdsforhold, med større og mindre private virksomheder samt med de offentlige arbejdsgivere og offentligt ejede virksomheder.